# Nola mesotherma
Nola mesotherma är en fjärilsart som beskrevs av George Francis Hampson 1914. Nola mesotherma ingår i släktet Nola och familjen trågspinnare. Inga underarter finns listade i Catalogue of Life.